# زیردریایی یو-۶۱۸
زیردریایی یو-۶۱۸ (به انگلیسی: German submarine U-618) یک زیردریایی است که طول آن ۶۷٫۱ متر (۲۲۰ فوت ۲ اینچ) می‌باشد. این زیردریایی در سال ۱۹۴۲ ساخته شد.